# Andrea Stefano Fiorè
Andrea Stefano Fiorè (1686 Milán – 6. října 1732 Turín) byl italský hudební skladatel pozdního baroka.

## Život
Otec skladatele, Angelo Maria Fiorè, narozený v Turíně v roce 1660, žil a pracoval dlouhou dobu v Turíně jako první violoncellista u dvora vévody savojského Viktora Amadea II. Kromě toho byl i hudebním skladatelem a synovým prvním učitelem. Již v roce 1699, tj. ve svých třinácti letech, zkomponoval Andrea pět symfonií (Sinfonie da chiesa a tre per 2 violini, violoncello con il suo basso continuo per organo) a věnoval je vévodovi. Ten mu poté umožnil studium v Římě, kde byl mimo jiné žákem Arcangela Corelliho.
V roce 1707 by jmenován kapelníkem vévodovy dvorní kapely. Tuto funkci pak zastával až do své smrti v roce 1732. K dispozici měl 36 hudebníků, takže byl schopen provádět i složitá orchestrální, operní i oratorní díla.

## Dílo
- La svanvita (libreto Pietro Pariati, 1707 Milán)
- Engelberta (libreto Apostolo Zeno a Pietro Pariati, 1708 Milán)
- La casta Penelope (libreto Pietro Pariati, 1708 Milán)
- Atenaide (pouze první jednání, libreto Apostolo Zeno, 1709 Vídeň)
- Tito Manlio (pouze druhé jednání, 1710 Milán)
- Zenobia in Palmira (libreto Apostolo Zeno, 1710 Milán)
- Ercole in cielo (libreto Pietro Pariati, 1713 Vídeň)
- Il trionfo di Camilla (libreto Silvio Stampiglia, 1713 Reggio Emilia)
- Il trionfo d'amore o sia La Fillide (1715 Turín)
- Arideno (libreto Rinaldo Cialli, 1716 Turín)
- Merope (libreto Apostolo Zeno, 1716 Turín)
- Teuzzone (pouze třetí jednání, libreto Apostolo Zeno a Bursetti, 1716 Turín)
- Sesostri, re d'Egito (libreto Pietro Pariati a Bursetti, 1717 Turín)
- Il trionfo di Lucilla (libreto Apostolo Zeno, 1718 Turín)
- Publio Cornelio Scipione (libreto Agostino Piovene, 1718 Milán)
- Il pentimento generoso (libreto Domenico Lalli, 1719 Benátky)
- L'Argippo (libreto Claudio Nicola Stampa, 1722 Milán)
- Ariodante (libreto Antonio Salvi, 1722 Milán)
- L'innocenza difesa (libreto Francesco Silvani, 1722 Turín)
- Il trionfo della fedeltà (libreto Giambattista Giovanetti, 1723 Turín)
- Elena (libreto Claudio Nicola Stampa, 1725 Milán)
- I veri amici (pouze třetí jednání, libreto Francesco Silvani a Domenico Lalli, 1728 Turín)
- Siroe (libreto Pietro Metastasio, 1729 Turín)